# كينيث ن. تايلور
كينيث ن. تايلور (بالإنجليزية: Kenneth N. Taylor)‏ هو كاتب ومترجم أمريكي، ولد في 8 مايو 1917 في بورتلاند في الولايات المتحدة، وتوفي في 10 يونيو 2005 بسبب قصور القلب.